# Đài Phát thanh Quốc tế Trung Quốc
Đài Phát thanh Quốc tế Trung Quốc (giản thể: 中国国际广播电台, phồn thể: 中國國際廣播電臺, phanh âm: Zhōngguó guójì guǎngbō diàntái; Hán-Việt: Trung Quốc quốc tế quảng bá điện đài) là đài phát thanh đối ngoại cấp quốc gia duy nhất của nước Cộng hòa Nhân dân Trung Hoa, đồng thời là một trong hai mạng lưới đài phát thanh có tính toàn quốc của Trung Quốc (Đài còn lại là Đài Phát thanh Nhân dân Trung ương. Tôn chỉ làm việc của Đài là "Tăng thêm sự hiểu biết và tình hữu nghị giữa nhân dân Trung Quốc và nhân dân thế giới". Tiền thân của Đài là Đài Phát thanh Bắc Kinh.

## Lịch sử
Lúc đầu Đài này là hệ phát thanh đối ngoại của Đài Phát thanh Tân Hoa Diên An (nay là Đài Phát thanh Nhân dân Trung ương). Những năm đầu thập niên 1940, Trung Quốc đang trong thời kỳ kháng chiến chống Nhật Bản. Để tuyên truyền kháng chiến chống Nhật, Đảng Cộng sản Trung Quốc đã thành lập Đài Phát thanh Tân Hoa tại Diên An miền Tây Bắc để giới thiệu tình hình trong và ngoài nước lúc bấy giờ, cũng như kêu gọi các giới trong và ngoài nước cùng chung sức kháng Nhật. Ngày 3 tháng 12 năm 1941, chương trình đầu tiên của Đài đã lên sóng. Thời kỳ mới thành lập mỗi ngày chỉ có 15 phút phát thanh bằng tiếng Nhật. Phát thanh viên đầu tiên là nữ chiến sĩ chống phát xít đã quá cố Hara Kiyoshi. Phòng thu thanh lúc bấy giờ hang động đơn sơ, công suất phát sóng chỉ có 300 watt. Hara Kiyoshi đã giới thiêu với người dân Nhật Bản về sự thật của cuộc kháng chống Nhật của nhân dân Trung Quốc, có sức thuyết phục và tác động mạnh tới rất nhiều người. Nhiều vị chuyên gia Nhật đến làm việc cho Đài sau này đã từng tham gia đội quân Nhật Bản xâm lược Trung Quốc năm xưa. Trong đó có người đầu hàng phía Trung Quốc, có người thì đào ngũ chạy sang phía Trung Quốc. Về sau, ngày 3 tháng 12 năm 1941 được xác định là ngày mở dầu cho sự nghiệp phát thanh đối ngoại của Trung Quốc.
Sau khi cuộc kháng chiến chống Nhật kết thúc vào năm 1945, Quốc dân Đảng đã từ chối thành lập chính phủ liên hiệp với Đảng Cộng sản Trung Quốc, đồng thời mở cuộc tấn công Đảng Cộng sản Trung Quốc. Trong tình hình chiến tranh, Đài Phát thanh Tân Hoa Diên An vừa phát thanh vừa di chuyển. Đầu năm 1947 đã rời đến huyện Thiệp tỉnh Hà Bắc gần Bắc Kinh. Tháng 9 cùng năm, Đài Phát thanh Tân Hoa Diên An mở chương trình phát thanh tiếng Anh.
Lúc lên chương trình tiếng Anh, công suất của Đài đã nâng lên đến 10 kilowatt, nhờ đó các nước Đông Nam Á... đã có thể nghe rõ chương trình. Qua chương trình, thế giới bên ngoài có thể tìm hiểu tình hình ở Trung Quốc.
Năm 1949, Đài Phát thanh Tân Hoa Diên An dời lên Bắc Kinh, đổi tên là Đài Phát thanh Tân Hoa Bắc Kinh. Tháng 6 năm 1949, trước khi thành lập nước Trung Hoa mới, Đài rời đến Bắc Kinh đã mở thêm chương trình phát thanh Hoa ngữ, thông qua chương trình phát thanh ba phương ngữ tiếng Triều Châu, tiếng Quảng Châu và tiếng Mân Nam phục vụ thính giả miền nam và khu vực Đông Nam Á. Năm 1949, nước Trung Hoa mới thành lập, tại lễ chào mừng thành lập nước Trung Hoa mới, nữ phát thanh viên Đinh Nhất Lan đảm nhiệm người dẫn chương trình phát thẳng tại thành lầu Thiên An Môn. Về sau bà trở thành Giám đốc Đài Phát thanh Quốc tế Trung Quốc. Sau đó, Đài Phát thanh Tân Hoa Diên An cũng chuyển về Thủ đô Bắc Kinh, qua vài lần đổi tên, trở thành Đài Phát thanh Quốc tế Trung Quốc (CRI) hiện nay. Ngày 10 tháng 4 năm 1950, đài phát thanh đối ngoại của Trung Quốc bắt đầu sử dụng lời xướng tiếng Anh "This's Radio Peking" (Đây là Đài Phát thanh Bắc Kinh) phát vào đầu mỗi buổi phát thanh bằng các thứ tiếng, nhạc nền là bài "Đông phương hồng". Tháng 4 năm đó, để giới thiệu với khu vực Đông Nam Á về thực trạng của nước Trung Quốc mới, Đài Phát thanh Bắc Kinh đồng thời mở thêm chương trình phát thanh bằng tiếng Việt, tiếng Thái, tiếng Indonesia và tiếng Miến.
Sau đó Đài còn mở thêm chương trình phát thanh bằng tiếng Ba Tư, tiếng Ả Rập, tiếng Swahili, tiếng Tây Ban Nha, v.v. Trong lúc này, thời lượng phát thanh hằng ngày của chương trình tiếng Anh phục vụ các khu vực châu Âu, Bắc Mỹ cũng như các khu vực sử dụng tiếng Anh khác trên thế giới cũng không ngừng tăng.
Đến năm 1965, Đài đã phát thanh bằng 27 thứ tiếng nước ngoài cùng tiếng phổ thông Trung Quốc và 4 thứ tiếng địa phương Trung Quốc. Đài có một trạm tiếp sóng ở Albania. Đến giữa thập niên 1970, chương trình phát thanh đối ngoại của Đài dã lên tới 43 thứ tiếng.
Vào cuối thập niên 70 thế kỷ trước, Trung Quốc bắt đầu thực hiện cải cách mở cửa, điều này đã tạo điều kiện cho sự phát triển lớn mạnh của CRI. CRI đã mạnh dạn cải cách về mặt quan niệm truyền thông, nội dung chương trình, phong cách phát thanh v.v. Giám đốc đài lúc bấy giờ là Đinh Nhất Lan dẫn đoàn đại biểu đến Mỹ, Đức và Nam Mỹ khảo sát, làm công việc chuẩn bị cho mở cơ quan thường trú tại nước ngoài.
Kể từ năm 1980, Đài đã bắt đầu lần lượt thành lập cơ quan thường trú ở nước ngoài. Cơ quan thường trú sớm nhất là ở Tokyo và Beograd. Những sự kiện quan trọng xảy ra trên thế giới đều được các phóng viên đưa tin cập nhật từ hiện trường.
Sau cải cách mở cửa, người nước ngoài đến Trung Quốc ngày một nhiều. Để giúp họ có thẻ kip thời hiểu biết chính sách đối với trong nước và ngoài nước, cũng như tạo tiện lợi cho công tác và học tập của những người làm công tác khoa học kỹ thuật, văn hóa giáo dục, những người tiếp xúc với người nước noài, thanh niên, học sinh... năm 1984 Đài lần đầu tiên mở chương trình phát thanh tiếng Anh tại khu vực Bắc Kinh.
Từ năm 1987, Đài lần lượt xây dựng quan hệ truyền tiếp sóng hoặc nghiệp vụ thuê kênh với đài phát thanh của mười mấy nước và khu vực như châu Âu, Canada, Brasil, Cuba, Mỹ... truyền tiếp sóng các chương trình phát thanh bằng 20 thứ tiếng tới các vùng Bắc Mỹ, Mỹ Latinh, châu Âu, châu Phi và Tây Á. Ngoài ra Đài còn xây dựng quan hệ truyền tiếp sóng hoặc trao đổi chương trình với đài phát thanh, đài truyền hình của rất nhiều nước và khu vực trên thế giới.
Cuối năm 1998, trang thông tin điện tử Đài Phát thanh Quốc tế Trung Quốc - "Quốc tế trực tuyến" (国际在线 Quốc tế tại tuyến) - chính thức ra tuyên bố hiện đã phát triển thành cụm mạng thông tin đa phương tiện với nhiều thứ tiếng gồm các mạng thời sự Trung văn, mạng người Hoa toàn cầu, mạng truyền hình CRI, mạng tiếng Anh, tiếng Đức, tiếng Tây Ban Nha, tiếng Triều Tiên, tiếng Pháp,tiếng Nga, tiếng Bồ Đào Nha và tiếng Nhật cấu thành. Năm 2000, "Quốc tế trực tuyến" được chính phủ Trung Quốc công nhận là một trong 5 mạng thời sự quan trọng của quốc gia. Ngày 13 tháng 7 năm 2005, "Quốc tế trực tuyến" mở đài phát thanh trực tuyến Internet Radio phát bằng tiếng phổ thông Hán ngữ, tiếng Anh, tiếng Đức và tiếng Nhật. Nội dung chương trình do bốn loại tiết mục lớn tin tức, trò chuyện, âm nhạc và dạy ngoại ngữ cấu thành.
Năm 1999, Tổng cục Phát thanh, Điện ảnh và Truyền hình Quốc gia Trung Quốc đã phê chuẩn Đài Phát thanh Quốc tế Trung Quốc xây dựng và cung cấp chương trình truyền hình thời sự quốc tế cho các Đài truyền hình địa phương trong cả nước. Tháng 10 cùng năm, Đài đã truyền chương trình thời sự quốc tế cho cả nước qua vệ tinh thông tin châu Á-2. Chương trình truyền hình chủ yếu của Đài gồm các chuyên mục: Thế giới ngày nay, Vòng quanh thế giới, Kinh tế toàn cầu, Tạp chí thời sự toàn cầu, Công nghệ thông tin thông tịn toàn cầu, Tuần báo quốc tế vân vân.
Ngày 27 tháng 2 năm 2006, Đài FM đầu tiên mở ở nước ngoài của Đài Phát thanh Quốc tế Trung Quốc - Đài FM Nairobi Kenya (CRI 91,9FM) - lên sóng. Ngày 19 tháng 11 năm 2006, Đài FM Viêng Chăn Lào (FM93) của Đài Phát thanh Quốc tế Trung Quốc lên sóng. Chủ tịch nước Trung Quốc Hồ Cẩm Đào và Chủ tịch nước Lào Chú-ma-lị Say-a-sỏn cùng tham gia nghi thức mở sóng.
Chương trình cải cách của CRI đã nhận được phản hồi tốt. Tạp chí "Thu nghe" của Đức coi sự thay đổi chương trình tiếng Đức của CRI là "làn gió mới mẻ đến từ Trung Quốc xa xôi", và coi đài là "đài được người dân yêu thích".
Ngày 1 tháng 2 năm 2011, CRI lại khai trương đài FM Milan tại Milan, đô thị thời thượng Italia, chương trình mang phong cách nhẹ nhàng, thời thượng. Rất nhiều thính giả phản hồi, chương trình đã giúp họ hiểu biết hơn về Trung Quốc, về sau nhất định đến thăm Trung Quốc.
Hiện nay, CRI đã mở 32 cơ quan thường trú trên phạm vi toàn cầu, và sẽ xây dựng 8 Trung tâm thường trú tại khu vực châu Phi, Trung Đông, châu Âu, châu Mỹ trong 10 năm tới. Là phương tiện truyền thông của một nước đang phát triển, CRI sẽ đưa tin về sự biến đổi mới và tình hình mới của khắp nơi trên thế giới một cách toàn diện và sâu sắc hơn.
Tính đến ngày 1/6 năm 2011, CRI đã thành lập 60 đài FM trên toàn thế giới, hàng ngày phát sóng với thời lượng 1200 tiếng đồng hồ, đã đáp ứng nhu cầu tìm hiểu Trung Quốc cho thính giả hải ngoại.
Do sức ảnh hưởng quốc tế không ngừng nâng cao, không ít người trong ngành truyền thông quốc tế cũng đến đài quốc tế làm việc, chẳng hạn như cựu phát thanh viên BBC Su-san Osman, hình thức chương trình của CRI cũng ngày càng phong phú đa dạng. Phó Chủ nhiệm Trung tâm phát thanh hoàn cầu tiếng Anh Lý Bồi Xuân nói, khi xảy ra sự kiện quốc tế lớn, CRI đều đưa tin bằng tiếng Anh trong thời gian nhanh nhất.
Nhằm thực hiện truyền thông quốc tế hiệu quả hơn, CRI không ngừng mở rộng hình thức phương tiện mới. Hiện nay, bạn chỉ cần kích nhẹ vào con chuột máy tính, đăng nhập trang web CRI Online là có thể truy cập những chương trình mới nhất và thông tin cập nhật nhất của CRI.
Đầu năm 2011, CRI còn tiếp tục tổ hợp tài nguyên, thành lập CIBN, Đài phát thanh truyền hình In-tơ-nét của CRI. Đây là tập đoàn truyền thông cỡ lớn tập hợp chương trình nghe nhìn In-tơ-nét, phát thanh truyền hình điện thoại di động, IPTV, truyền hình In-tơ-nét v.v. Giám đốc CRI Vương Canh Niên nêu rõ, điều này đánh dấu CRI có 70 năm lịch sử đã bước vào thời đại phương tiện mới.
Hiện nay, CRI có thể truyền tải thông tin tới toàn thế giới bằng 61 thứ tiếng, là cơ quan truyền thông quốc tế với số lượng ngoại ngữ nhiều nhất thế giới.

## Ngôn ngữ
Đài Phát thanh Quốc tế Trung Quốc có các chương trình truyền thông bằng các ngôn ngữ sau:
| Phổ thông Quảng Đông Triều Châu Phúc Kiến Khách Gia Albania Anh Ả Rập Ba Tư Ba Lan | Belarus Bengal Bồ Đào Nha Bulgaria Myanmar Croatia Campuchia Đức Đan Mạch Hà Lan | Quốc tế ngữ Estonia Filipino Hausa Hebrew Hindi Hungaria Hy Lạp Iceland Indonesia | Kazakh Lào Litva Mã Lai Mông Cổ Na Uy Nepal Nhật Nga Pashto | Phần Lan Pháp Romania Séc Serbia Sinhala Swahili Tạng Tây Ban Nha Thụy Điển | Tamil Thái Thổ Nhĩ Kỳ Triều Tiên Ukrainia Urdu Uyghur Việt Ý |

(Nguồn: http://www.chinabroadcast.cn) Lưu trữ ngày 20 tháng 2 năm 2017 tại Wayback Machine

## Tiết mục
Nội dung phát thanh bao gồm tin tức, thời sự và các tiếng mục chuyên đề về chính trị, văn hóa, khoa học-kỹ thuật. Ở trong nước còn có HIT FM, EASY FM, Hệ phát thanh tin tức toàn cầu và kênh truyền hình có thu phí Kỳ quan toàn cầu.
Trên trang mạng "Quốc tế trực tuyến" của Đài, khán thính giả có thể đọc và thu nghe trực tuyến các chương trình của Đài bằng 43 văn tự và 48 thứ tiếng. Người truy cập vào "Quốc tế trực tuyến" đến từ hơn 160 quốc gia và vùng lãnh thổ
Đài Phát thanh quốc tế Trung Quốc hiện có ba tờ báo là: "Thời sự thế giới" xuất bản bằng tiếng Trung, "Người đưa thư" xuất bản bằng tiếng Anh và báo "Tin tức và hồi âm" xuất bản bằng tiếng Đức.Ngoài ra Đài còn có nhà xuất bản và công ty phát hành các ấn phẩm băng đĩa nghe nhìn.

## Chương trình tiếng Việt

### Lịch sử ban tiếng Việt Đài phát thanh quốc tế Trung Quốc
Ban tiếng Việt Đài phát thanh quốc tế Trung Quốc được thành lập vào năm 1950. Trong nửa thế kỷ qua, ban tiếng Việt luôn luôn lấy việc giúp đỡ nhân dân Việt Nam hiểu biết hơn về Trung Quốc cũng như thắt chặt mối tình hữu nghị lâu đời giữa nhân dân hai nước Trung Việt làm trung tâm và tôn chỉ của mình.
Chương trình phát thanh của Ban tiếng Việt là chương trình tổng hợp. Ngoài phần thời sự, bản tin Trung Quốc, bản tin quốc tế ra, còn có những chuyên đề như: Đời sống kinh tế, Đời sống xã hội, cùng những tiết mục mang tính chất kiến thức, thưởng thức và phục vụ như: Đọc truyện,... Ngoài ra, Ban tiếng Việt còn thường xuyên tổ chức các cuộc thi với chủ đề khác nhau hoặc dàn dựng những chương trình đặc biệt mừng Tết Nguyên Đán hàng năm.
Chương trình phát thanh của Ban tiếng Việt được thực hiện qua máy phát sóng với công suất lớn 200 nghìn oát, diện phủ sóng rộng, hiệu quả thu nghe tốt, trung bình mỗi năm nhận được khoảng 10 nghìn bức thư của thính giả trên khắp mọi miền đất nước Việt Nam.

### Từ tháng 9 năm 2019 đến nay
- Tất cả các ngày trong tuần phát chương trình thời sự, đọc truyện và tiết mục Học tiếng phổ thông Trung Quốc
- Thứ 2: Hộp thư Ngọc Ánh
- Thứ 3: Trung Quốc ngày nay
- Thứ 4: Cầu vồng hữu nghị
- Thứ 5: Tuần san văn hóa
- Thứ 6: Sức khỏe và đời sống
- Thứ 7: Ca nhạc theo yêu cầu
- Chủ nhật: Chương trình văn nghệ[3]

### Biên tập viên Trung Quốc

#### Đang tác nghiệp
- Hùng Anh
- Ngọc Ánh
- Lệ Quyên
- La Thành
- Duy Hoa
- Mẫn Linh
- Nam Dương
- Sảnh Hoa
- Thu Nguyệt
- Hải Vân
- Kiều Quân (thử việc)

#### Đã tác nghiệp
- Nguyễn Thanh
- Thanh Long
- Yến Hoa
- Phi Yến (đã nghỉ hưu)

### Chuyên gia Việt Nam nghiên cứu về Trung Quốc
- Như Ngọc
- Anh Tuấn
- Thu Huyền
- Thành Trung
- Bích Ngọc (đã về nước)